# جون باريمور
جون باريمور (15 فبراير 1882 - 29 مايو 1942) (بالإنجليزية: John Barrymore)‏ كان ممثل أمريكي.

## مواقع خارجية
- جون باريمور على موقع IMDb (الإنجليزية)
- جون باريمور على موقع الموسوعة البريطانية (الإنجليزية)
- جون باريمور على موقع روتن توميتوز (الإنجليزية)
- جون باريمور على موقع ألو سيني (الفرنسية)
- جون باريمور على موقع ميوزك برينز (الإنجليزية)
- جون باريمور على موقع تيرنر كلاسيك موفيز (الإنجليزية)
- جون باريمور على موقع أول موفي (الإنجليزية)
- جون باريمور على موقع قاعدة بيانات برودواي على الإنترنت (الإنجليزية)
- جون باريمور على موقع قاعدة بيانات الأفلام السويدية (السويدية)
- جون باريمور على موقع إن إن دي بي (الإنجليزية)